# Carlota Albuquerque
Carlota Albuquerque é uma coreógrafa brasileira.

## Biografia
Formada em balé clássico pela Ulbra, estudou também na École Besso de Danse Classique, em Toulouse. Trabalhou como voluntária num programa de cooperação entre França e Burkina Faso, criando uma escola de dança para crianças em Ouagadougou.
Também foi voluntária na Santa Casa de Misericórdia de Porto Alegre, atendendo a bebês autistas. Usou a terapia ocupacional na recuperação de adolescentes com intoxicação de álcool e drogas na Clínica Pinel. Formou-se em Psicologia na PUC-RS.
Trabalhou com diversas companhias de dança gaúchas. Foi uma das fundadoras da Terra Companhia de Dança do Rio Grande do Sul, que se apresentou em praças públicas, ginásios, presídios e hospitais. No total, foram 431 apresentações no Rio Grande do Sul, São Paulo e Minas Gerais. Também fundou em 1987 a companhia Terpsí Teatro de Dança, da qual foi coreógrafa e diretora.
Em 2006, iniciou o Centro de Estudos Coreográficos Terpsí, um espaço para a pesquisa, experimentação, diálogo e reflexão sobre Dança.

## Prêmios
- 2010 - Ordem do Mérito Cultural
- 1993 - Prêmio Estímulo de Teatro e Dança[2]